# 南丰站
南丰站位于中华人民共和国江西省抚州市南丰县，是昌福线上的一个铁路客、货运站。

## 历史
2007年11月24日向莆铁铁路江西段开工，确认沿线设置南丰站。
2010年12月确认南丰站按3500平方米规模建设
2011年6月28日南丰站开工
2013年9月26日与昌福铁路一同启用。